# Cesoia (utensile)

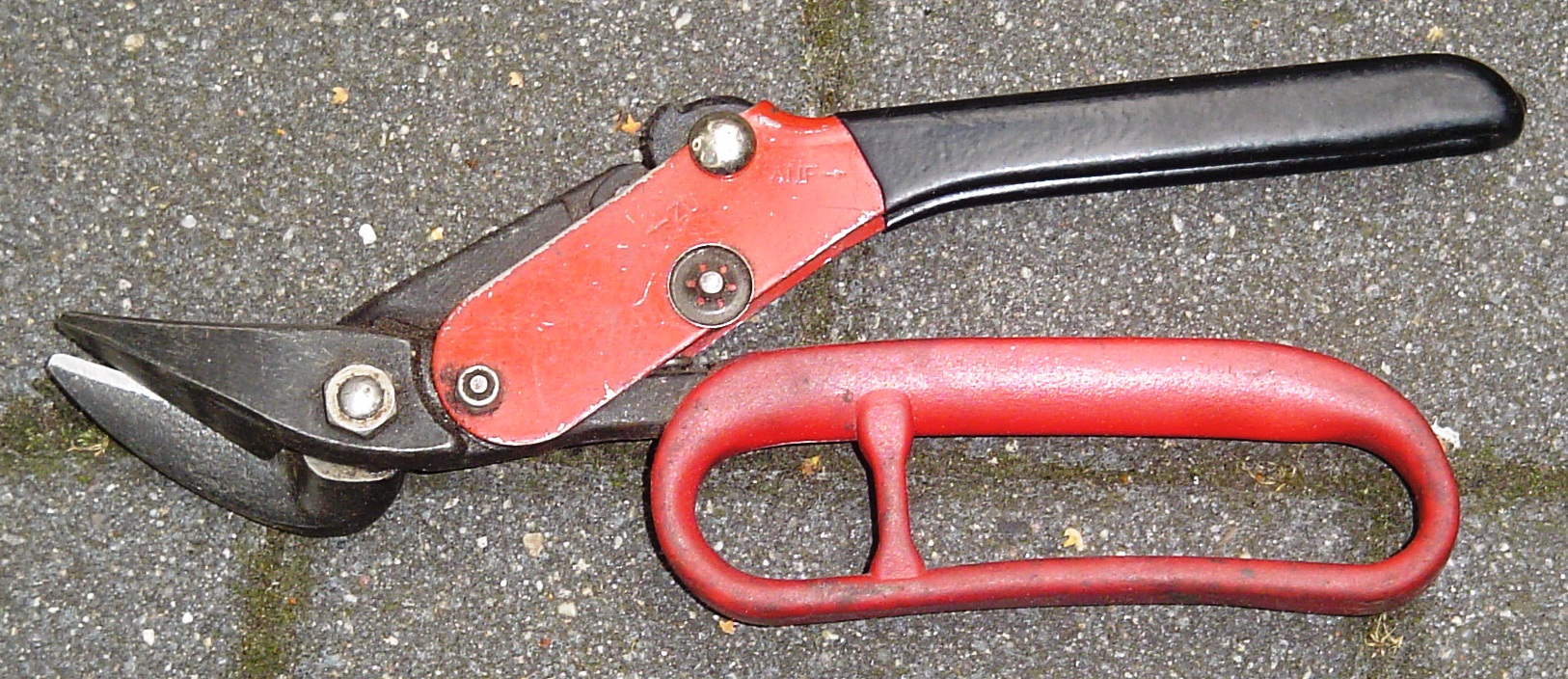
Un esempio di cesoia per il taglio di lamiere

Il cesoia è un utensile che serve per tagliare lamiere.

## Descrizione e applicazioni

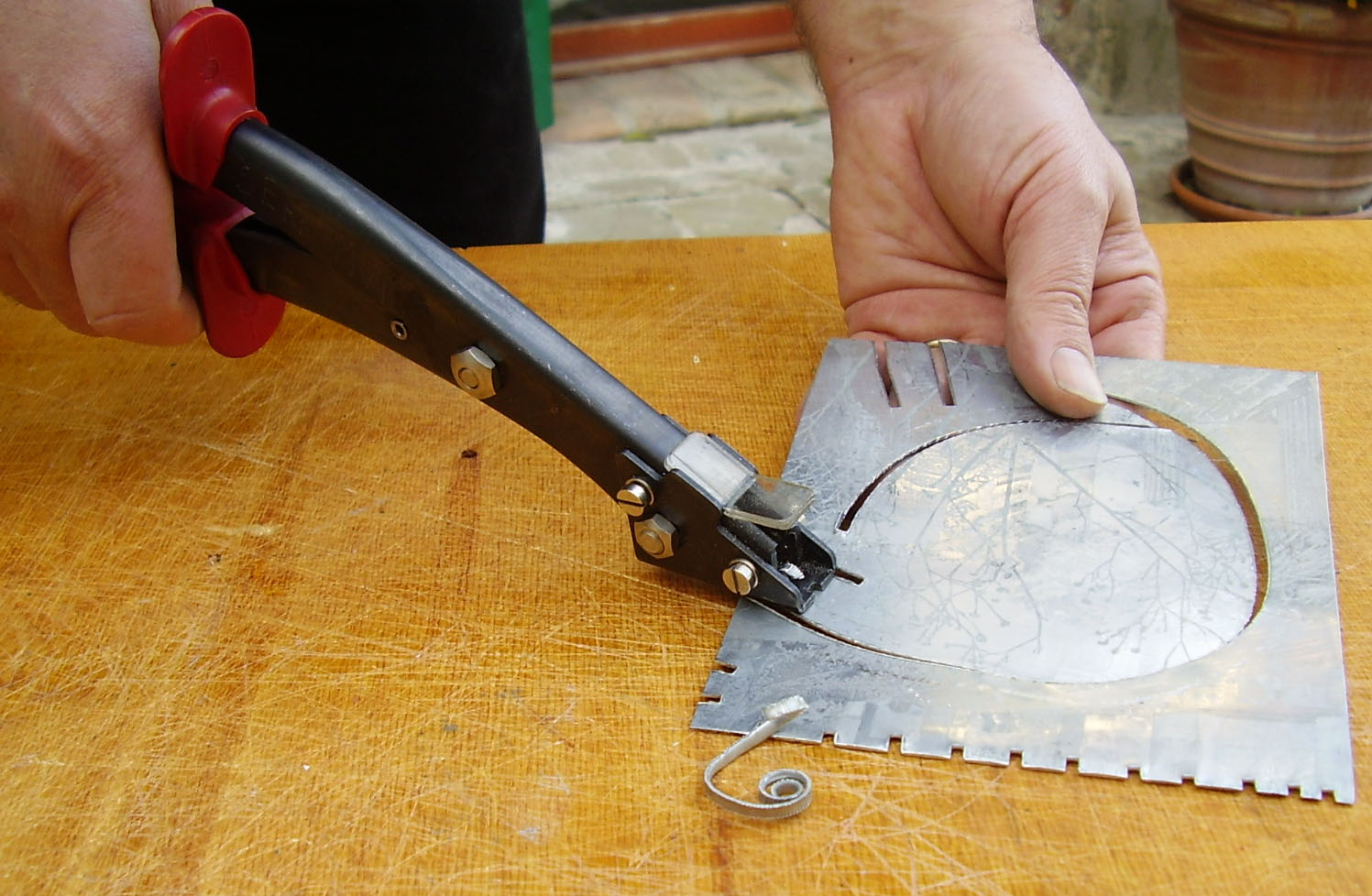
Taglio di una lamiera metallica con cesoia

Le cesoie a mano sono utilizzate per il taglio di lamierini molto sottili.
Hanno la forma di una grossa e robusta forbice, con le lame corte in relazione alla lunghezza dei manici, in modo da potere esercitare un'adeguata forza sulle lame. Sono dette anche "forbici da lattoniere", e possono tagliare spessori fino a 2–3 mm.

## Altri metodi di taglio simili
Per i lamierini di spessore maggiore di quelli che si possono tagliare con una cesoia a mano, si usa la cesoia da banco, che ha una lama fissa solidale col basamento ed una mobile azionata da una lunga leva che permette di effettuare uno sforzo più elevato rispetto a quello delle cesoie a mano. Se la cesoia è destinata al taglio di barre o profilati le lame possono avere un profilo opportunamente sagomato. Per spessori ancora più grandi, si ricorre invece alla cosiddetta "cesoiatrice" (spesso chiamata anche "cesoia"), che è una macchina utensile.

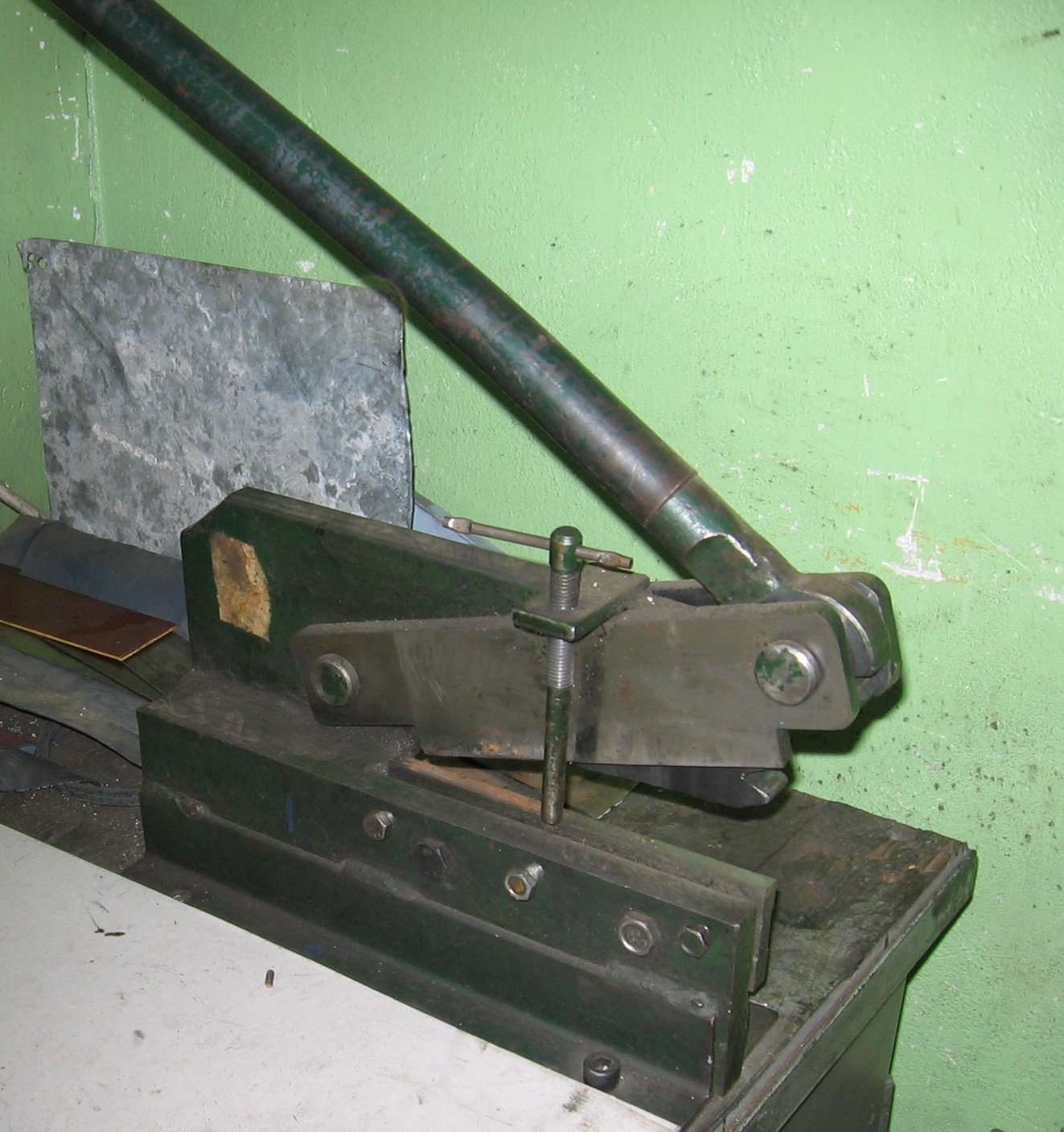
Cesoia da banco
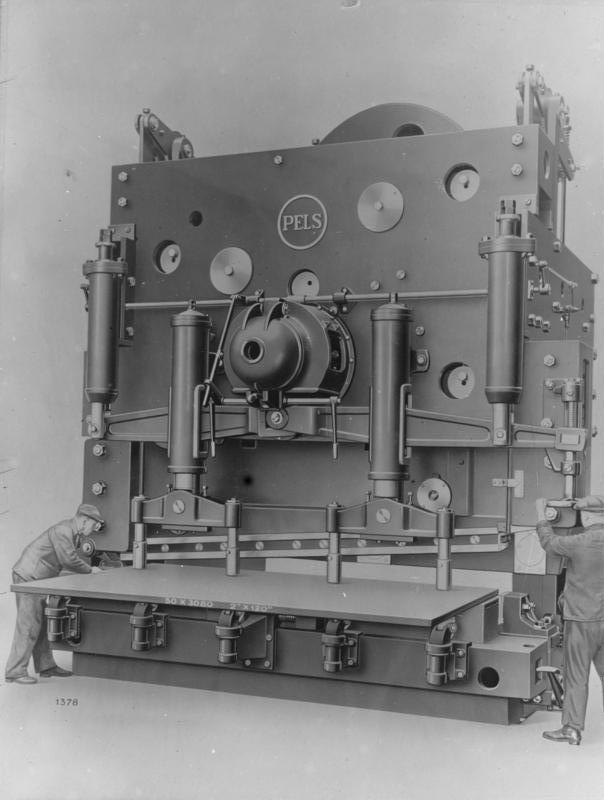
Una grossa cesoia industriale
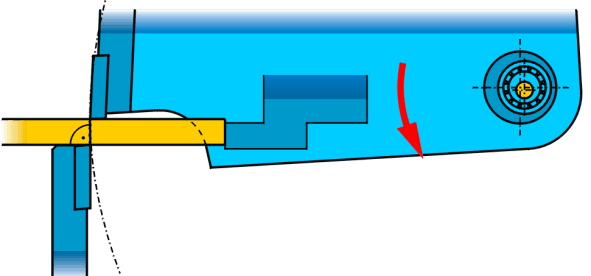
Funzionamento di una cesoia a ghigliottina

Il taglio con la cesoia è comunque una lavorazione a freddo, che non può perciò superare certi spessori di taglio a causa del notevole sforzo necessario. Per spessori elevati si passa infatti alla lavorazione a fiamma, utilizzando i cannelli da ossitaglio.
Esistono anche cesoie mosse oleodinamicamente e montate su appositi automezzi per effettuare demolizioni (ad esempio per il taglio dei tondini di ferro del cemento armato o per tagliare le lamiere di grossi serbatoi), oppure per tagliare le lamiere delle auto incidentate per poter estrarre i feriti.